# Khor Fakkan Club
Maillots
Actualités
Le Khor Fakkan Sports & Cultural Club (en arabe : نادي خورفكان الرياضي الثقافي), plus couramment abrégé en Khor Fakkan Club, est un club émirati de football fondé en 1981 et basé à Khor Fakkan, dans l'émirat de Charjah.
Il compte à son palmarès une Coupe de la Fédération. Parmi les joueurs ayant porté les couleurs du club, on peut citer les deux frères Mubaraka et Khalil Ghanim, Abdullah Sultan, tous internationaux émiratis ou Abdoulaye Demba, attaquant malien au club entre 1998 et 2001.

## Histoire
Fondé en 1981 sous le nom d'Al Khaleej Club (arabe : نادي الخليج), le club prend part au championnat des Émirats arabes unis à partir de la saison 1983-1984. Son meilleur résultat en championnat est une 4e, décrochée à deux reprises, en 1984 et en 1988. 
Le club n'a plus joué parmi élite depuis sa relégation en deuxième division à l'issue de la saison 2008-2009.
En 2017, le club change de nom pour se faire désormais appeler le Khor Fakkan Club.

## Palmarès
| Compétitions nationales                                                                             |
| --------------------------------------------------------------------------------------------------- |
| - Coupe des Émirats arabes unis : - Finaliste : 1987. - Coupe de la UAEFA (1) : - Vainqueur : 1994. |